# Wesselényi-ház
A Wesselényi-ház a kolozsvári Fő tér (14. szám) nyugati oldalának egyik épülete. A romániai műemlékek  jegyzékében a CJ-II-m-B-07483 sorszámon szerepel.

## Leírása
A háromszintes épület külsője puritán. Kapuja felett vasrácsos, nyitott barokk erkély található. Homlokzata reneszánsz stílusjegyeket visel magán, de bejárata barokkos. Az emelet szalagdíszes ablakkerete copf és romantikus elemeket kever. Az eredeti épületet a 19. század elején kétemeletessé bővítették. A munkálatokban részt vett Alföldi Antal építőmester, Tauffer János tapétázó és Krausz Gyula kályhás. Jelenlegi állapota az 1876-os tűzvész után alakult ki. A ház névadója egykori tulajdonosa, a művészetpártoló Wesselényi Farkas. Ebben a házban hangzott el először magyar földön 1814-ben Beethoven Waldstein szonátája, amelynek előadásában ő is részt vett. A ház aljában működött hosszú éveken át Gibbon Albert Könyvesboltja.